# Mihail Smirnov (pevec)
Mihail Smirnov (rusko Михаил Смирнов; rojen 30. April 2003), ki je bolj poznan kot Misha Smirnov, je ruski otroški pevec. Zastopal  je Rusijo v Junior evro songu leta 2015 s pesmijo "Mechta" (rusko Мечта, angleško: Dream). Mikhail je finalist 2. sezone "Voice Kids" v Rusiji, igralec glasbenega gledališča "Ivanhoe", več Grand-prizer številnih ruskih in mednarodnih vokalnih tekmovanj.

## Zgodnje življenje in kariera
Mikhail se je rodil 30. aprila 2003 v Moskvi v družino matematikov. Oba njegova starša sta diplomirala iz Matematike in Mehanike na fakulteti Moskovska Državna Univerza. Ko je bil star tri leta, je Mikhail nenadoma začel jecljati in njegovi starši so ga poslali na pevske lekcije in terapije. Tam je njegova prva vokalna trenerka Julia Narnitskaya opazila, da  ima Mikhail dober posluh za glasbo in odličen vokal. Njegova mama Olga je diplomirala iz glasbene šole, igrala klavir in gojila Mikhailovo ljubezen do glasbe. Postopoma je Mikhail pridobivajoč na spretnostih začel tekmovati na različnih tekmovanjih in osvajati nagrade. Pri 8. letih je Mikhail šel v drug studio in njegova nova vokalna učiteljica je postala Lyudmila Simon. Mikhail je z njeno pomočjo prišel na strokovno raven in dosegal pomembnejše zmage. Osvojil je veliko število Gran Prix nagrad na različnih ruskih in mednarodnih vokalno tekmovanjih, vendar pravi, da je njegov glavni dosežek vendarle zmaga v finalu TV šova The Voice Kids (Голос. Дети). Bojeval se je z vrsto močnih ženskih vokalistk, mnogo med njimi je bilo EDM trendov z optimističnimi danceable pesmi. Poleg petja deluje v profesionalnem glasbenem gledališču. Ena izmed njegovih vlog je bila vloga Jima Hawkinsa v igri "Treasury Island". Mikhail tudi piše pesmi, igra nogomet in se zavzema za snemanje in urejanje lastnih mini-video posnetkov. Mikhail ima celo svoj lasten kanal (blog) na YouTube. Misha sedaj obiskuje 8. razred. Tudi on je študiral na otroški glasbeni šoli.